# Blasted - In due contro gli alieni
Blasted - In due contro gli alieni (Blasted: Gutta vs aliens) è un film del 2022 diretto da Martin Sofiedal.

## Trama
Due amici di infanzia si riuniscono come il duo di laser tag come erano una volta dopo che un'invasione aliena ha scatenato il panico in un addio celibato.

## Distribuzione
Il film è stato distribuito sulla piattaforma Netflix a partire dal 28 giugno 2022.